# Robert Adair (attore)
Robert Adair (San Francisco, 3 gennaio 1900 – Londra, 10 agosto 1954) è stato un attore statunitense.

## Filmografia parziale
- Journey's End, regia di James Whale (1930)
- Where Sinners Meet, regia di J. Walter Ruben (1934)
- La fuga di Bulldog Drummond (Bulldog Drummond Escapes), regia di James P. Hogan (1937) - non accreditato
- What a Man!, regia di Edmond T. Gréville (1938)
- I mariti di lady Clara (Portrait of Clare), regia di Lance Comfort (1950)
- There Is Another Sun, regia di Lewis Gilbert (1951)
- There Was a Young Lady, regia di Lawrence Huntington (1953)
- Park Plaza 605, regia di Bernard Knowles (1953)
- Eight O'Clock Walk, regia di Lance Comfort (1954)